# برگ-سور-موزل
برگ-سور-موزل (به فرانسوی: Berg-sur-Moselle) یک کمون در فرانسه است که در Canton of Cattenom واقع شده‌است.

## خصوصیات
برگ-سور-موزل ۲٫۹۱ کیلومترمربع مساحت و ۴۲۴ نفر جمعیت دارد و ۱۸۵ متر بالاتر از سطح دریا واقع شده‌است.